# Benito Pocino

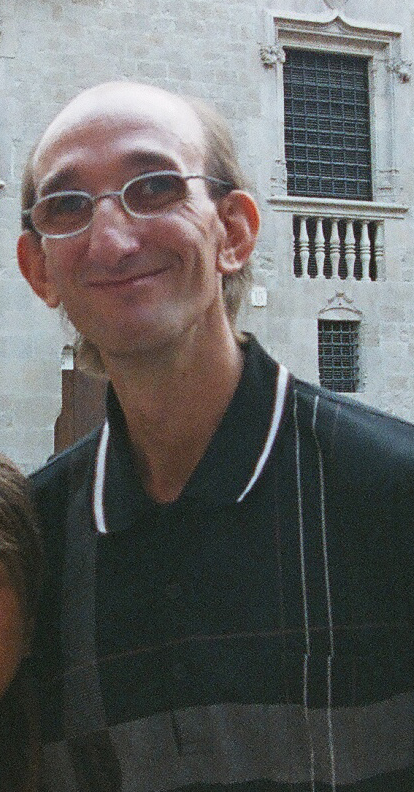

Benito Pocino (Barcelona, 21 de marzo de 1958) es un actor español conocido fundamentalmente por haber encarnado al personaje de Mortadelo en la película La gran aventura de Mortadelo y Filemón. 

## Biografía
Su peculiar aspecto físico le ha encasillado en papeles de "secundario", cuya sola presencia resultaba hilarante y reforzaba cualquier gag, apareciendo en multitud de películas y series de televisión de manera breve, a veces sin ni siquiera figurar en los títulos de crédito.
La fama le llegó con la película La gran aventura de Mortadelo y Filemón, dirigida por Javier Fesser, en la que interpretaba por fin un papel de protagonista, para el cual se podría considerar predestinado, pues ya en la escuela sus compañeros de clase le apodaban "Mortadelo".
Durante toda su vida ha compaginado los trabajos de actor con otros empleos temporales, como panadero y empleado de Correos.

## Trayectoria
Benito Pocino, hijo de zaragozano y vallisoletana, nació en el 21 de marzo de 1958 en Barcelona. En su infancia era lector habitual de Mortadelo y Filemón, y recibió el mote de Mortadelo por parte de sus amigos y compañeros por su gran parecido. Comenzó trabajando como panadero, celador y camarero hasta que en 1987 consigue su trabajo como empleado de Correos Ese mismo año consigue su primer papel en el cine en la película Angustia, al acompañar a una amiga francesa, Sophie, al casting. En dicha película participaría como una de las víctimas a la que le arracan los ojos. Sus características físicas le harían participar en una docena de películas cómicas en donde interpretaba a un tipo serio, si bien Pocino explicó que le hubiera gustado hacer algún drama.
En 2003 llegó su salto a la fama con la película La gran aventura de Mortadelo y Filemón, en la que interpreta a Mortadelo. Una amiga maquilladora le había avisado de la realización del casting para la película, ya que estaba convencida de que resultaría elegido. Sin embargo, Pocino no presentó el currículo; siendo otro maquillador el que mostró una foto suya a Fesser en la que Pocino se presentaba para otro personaje. El director se puso en contacto con él y le ofreció el papel. La película se convirtió en un exitazo en taquilla, siendo la segunda película más taquillera de 2003 en España y debido, en parte, al gran parecido de Pocino con Mortadelo. Ese mismo año volvió a aparecer en un pequeño papel para la película Platillos volantes, del director Óscar Aibar, para quien ya había trabajado en la película Atolladero como figurante.
El éxito de la película de Fesser hizo que distintas marcas le propusieran realizar anuncios publicitarios, lo que le llevó a contratar a un abogado como representante. No obstante, decidió despedirle al haberle estafado y provocado que no participara en dos de ellos. En 2004, tras 17 años como empleado de Correos y entre 45 y 80 contratos temporales, fue a juicio junto a muchos compañeros para que los hicieran fijos. Finalmente, lograrían este objetivo ya que Correos había realizado una serie de contratos temporales a un total de 6.000 empleados sin especificar la causa de temporalidad y eludiendo la cotización a la Seguridad Social.
En 2006 vuelve al cine trabajando otra vez a las órdenes de Aibar, interpretando a un homosexual en la película La máquina de bailar; mientras que en 2007 encarna al padre de Darío Paso en la película Déjate caer de Jesús Ponce, y participa como Copito de Nieve en el telefilme emitido por Canal Nou Rumores.
En 2008 le vuelven a proponer interpretar el papel de Mortadelo en la película Mortadelo y Filemón. Misión: salvar la Tierra, a lo que pide un sueldo mayor al que tuvo en la primera parte; puesto que uno de los motivos del gran éxito en taquilla fue su parecido con el personaje. La productora no accedió a la subida salarial y le sustituyó por Edu Soto, conocido por su participación en el programa Buenafuente. Ya fuera por la ausencia de Pocino o por otros motivos, esta secuela no tuvo tanto éxito en taquilla como la primera parte.

## Filmografía
- El sulfato anatómico (2016)
- Chaval, videoclip de La señora de González
- No es un concepto nuevo, videoclip de Soulfood
- Déjate caer (2007)
- Rumores (2007)
- La máquina de bailar (2006)
- Platillos volantes (2003)
- La gran aventura de Mortadelo y Filemón (2003)
- Feliz aniversario (1998)
- El viatger (1998)
- Adiós, tiburón (1996)
- El caso de los falsos doctores (1996)
- Atolladero (1995)
- Don Jaume, el conquistador (1994)
- Historias de la puta mili (1994)
- Makinavaja (1994) (serie de TV)
- Semos peligrosos (uséase Makinavaja 2) (1993)
- Makinavaja, el último choriso (1992)
- Sinatra (1988)
- Angustia (1987)